# Bereguardo
Bereguardo – miejscowość i gmina we Włoszech, w regionie Lombardia, w prowincji Pawia.
Według danych na rok 2004 gminę zamieszkuje 2389 osób, 140,5 os./km².